# Пётр (Каменский)
Архимандрит Пе́тр (в миру Па́вел Ива́нович Каме́нский, кит. трад. 巴維爾・伊萬諾維奇・卡門斯基, палл. Бавэйэр Иваньновэйци Камэньсыцзи; июнь 1765, село Каменка, Макарьевский уезд, Нижегородская губерния — 17 (29) мая 1845, село Городец, Балахнинский уезд, Нижегородская губерния) — русский православный миссионер, ориенталист, начальник 10-й русской духовной миссии в Пекине. Состоял студентом Восьмой миссии (1794—1808), после возвращения в Россию служил в Азиатском департаменте переводчиком с китайского и маньчжурского языков. В 1819 году принял монашество, возглавил Десятую духовную миссию в Пекине (1821—1831), которая работала весьма успешно. В общей сложности провёл в Китае около четверти века, внеся значительный вклад в православную миссионерскую проповедь в стране. Как переводчик он составил один из первых русско-китайских словарей, издание которого финансировалось за государственный счёт, но так и не было доведено до конца. В плеяду выдающихся китаеведов из православного духовенства (среди которых Иакинф (Бичурин), Палладий (Кафаров)) учёными XX века он не включался, и лишь в первые десятилетия XXI века его вклад в развитие синологии и русско-китайских отношений стал пересматриваться. Практически все его труды о Китае так и остались в рукописях.
Член-корреспондент Императорской Академии наук (с 1819 года). Он также являлся членом Вольного экономического общества, Вольного общества любителей науки и художеств, Парижского Азиатского общества и Копенгагенского общества северных антиквариев.

## Становление. Образование
Павел Иванович Каменский родился в семье сельского священника приблизительно в июне 1765 года близ Нижнего Новгорода. Традиционно местом его рождения считается село Каменка будущего Макарьевского уезда, однако сопровождавший его в 1820 году в Пекине Егор Тимковский называл местом рождения село Лысково того же уезда. Отец его был священником Каменской Богородицкой церкви. На обучение сына отдали в начальное приходское училище, которое Павел окончил в 1777 году. По окончании училища он был зачислен в Нижегородскую духовную семинарию, ректором которой был тогда Антоний (Зыбелин). Его обучение пришлось на годы расцвета семинарии и реформ архимандрита Дамаскина (Руднева), Павел стал одним из первых воспитанников основанного им богословского класса. Судя по данным, сохранившимся в Центральном архиве Нижегородской области, Павел Каменский участвовал в 1785 году в составлении словаря «на русском, татарском, чувашском, черемисском языках на 1000 листах», возможно, он принимал участие в каталогизации библиотеки семинарии. Епископ Дамаскин принял участие в судьбе вернувшегося в 1786 году Василия Баранщикова, что могло повлиять на стремление Павла к путешествиям.
Окончив семинарию в 1787 году, Каменский намеревался поступить в Московский университет, но из-за недостатка средств устроился в народное училище в Балахне, в звании учителя он был утверждён 23 января 1788 года. В Московский университет он был зачислен по рекомендации епархии с 1 марта 1791 года, обучаясь там «логике, физике, математике, всеобщей истории и естественному праву». Пребывание в университете было кратким — до ноября 1791 года. В конце 1791 года Павел перебирается в Санкт-Петербург.
С 15 марта 1792 года Павел Каменский был определён помощником надзирателя в Санкт-Петербургский воспитательный дом, где также преподавал «правила гражданской жизни» и арифметику. Педагогическая карьера оказалась недолгой — попечители Воспитательного дома рекомендовали Павла Ивановича в очередную миссию (Восьмую), направляемую в Китай. Есть версия, что прошение он подал по собственной инициативе, во всяком случае, оно было удовлетворено ещё до того, как определился окончательный состав миссии и назначен начальник. В качестве студента миссии с 20 февраля 1793 года Павел Иванович Каменский был зачислен на службу в Коллегию иностранных дел.

## Подготовка Восьмой пекинской миссии
Решением Святейшего Синода Восьмую миссию было решено набирать в Казани «для пользы казённой». Формированием личного состава миссии занимался архиепископ Казанский Амвросий (Подобедов). Насельниками казанских монастырей были иеромонахи Иессей и Варлаам, иеродиакон Вавила, студенты Казанской духовной семинарии Василий Богородский, Кузьма Каргинский, Карп Круглополов, Иван Малышев и будущий известный переводчик Степан Васильевич Липовцов (1770—1841). Начальником миссии в январе 1793 года был назначен архимандрит Софроний (Грибовский).
14 мая 1793 года архимандрит Софроний в сопровождении студента Каменского покинул Петербург. На три месяца они остановились в Москве и только после получения от Коллегии иностранных дел необходимых инструкций отправились в Казань (28 августа). В Казани миссионеры получили жалованье за год вперёд (6500 рублей для всех членов миссии). В Казани, возможно, произошло первое знакомство Павла Каменского с Никитой Бичуриным — будущим китаеведом и начальником Девятой миссии. 31 января 1794 года миссия в полном составе прибыла в Иркутск, там было получено жалованье за три года вперёд; до Кяхты миссионеры добрались 28 июля. В июне 1794 года в Иркутске Каменский подал прошение начальнику миссии об увольнении «по неспособности своей к изучению маньчжурского и китайского языков». Синод не нашёл препятствий к удовлетворению этой просьбы, но Коллегия иностранных дел потребовала вернуть 100 рублей жалованья, которых у студента Каменского не было.
2 сентября 1794 года миссия выехала в Пекин в составе 32 человек — включая пристава, писаря, конвойных казаков и прочих. Груз был положен на 30 телег и навьючен на 12 верблюдов (имелось 210 запасных лошадей и 40 верблюдов). Путь занял около трёх месяцев. 15 сентября миссия была в Урге, откуда выехала 20 числа. В Калгане миссионеры были 12 ноября, а до Пекина добрались 27 ноября. Приём дел от Седьмой миссии прошёл успешно, но далее миссионеры столкнулись со множеством трудностей, из-за чего миссия, пробыв в Пекине 13½ лет вместо положенных 7, принесла крайне скромные проповеднические и научные результаты. Сказывалось отсутствие преемственности в опыте каждой миссии, из-за чего новому её составу приходилось начинать изучение страны и языка практически с нуля. Были проблемы и другого рода: в Пекине умерли все три иеромонаха миссии и студент Малышев, а учитель Круглополов в 1799 году был отпущен в Казань.

## Студент Пекинской миссии — первое пребывание в Китае
Архимандрит Софроний отказался изучать маньчжурский и китайский языки, но требовал их знания от своих подчинённых. Условий для этого практически не было: сам начальник миссии докладывал в Петербург, что в Пекине отсутствуют пособия для учеников, а направленные китайским правительством наставники работают плохо. Пришлось в 1796 году нанять на церковные деньги частного учителя; практически единственными учебниками были латино-китайские грамматики и словари католических миссионеров. К 1804 году, по сообщениям архимандрита Софрония, студенты Липовцов, Новосёлов и Каменский «довольно успели в познании маньчжурского языка… По-китайски же… также читать, писать, разговаривать и переводить изрядно могут». В одном из донесений арх. Софрония упоминается о «помешательстве в уме» студента Каменского 8 марта 1804 года, но не ясно, было ли это заболеванием или острым конфликтом подчинённого с начальником. Сразу после овладения китайским языком Павел Каменский стал привлекаться китайскими властями для переводов с латыни. Во время гонений на католиков в 1805 году единственным каналом связи западных миссионеров с Европой была Русская духовная миссия, тогда же её библиотека пополнилась немалым числом ценных синологических изданий, выпускаемых иезуитами с конца XVI века. В том же 1805 году в Китай прибыли и корабли первой русской кругосветной экспедиции; в декабре они были задержаны властями Гуанчжоу из-за нарушения таможенных правил, инцидент вызвал большой резонанс в Пекине. Двор обратился за консультациями к миссионерам: ожидалось прибытие в столицу Китая посольства графа Ю. А. Головкина, и дипломатические осложнения были невыгодны обеим сторонам. Каменский писал в рапорте:

К освобождению сих кораблей из-под ареста, может быть ими не ощущаемо, мы много способствовали уверением тамошнюю министерию, что оные прибыли по воле Российского императора, и что они прибытие своё к берегам их приурочивали в самое время прибытия Российского посольства.
К приёму российского посольства в Пекине готовились деятельно: согласно рапортам Каменского, у миссионеров уточняли даже состав меню посольства, причём китайская сторона только на устроение приёма в Урге выделила 10 пудов серебра. В ожидании посольства Каменский приступил к написанию «Китайской истории с самой глубокой древности» в 4-х томах и переводил историю монгольской династии, которая предназначалась для преподнесения графу Головкину. Студенты Восьмой миссии готовили и некоторые аналитические материалы для Коллегии иностранных дел, в частности, переводили официальную «Столичную газету» (кит. 京报); лично Каменский отбирал информацию по вопросам политического устройства и международных отношений. Согласно одному из рапортов, в последние месяцы пребывания в Пекине студенты побывали на государственном экзамене, устраиваемом для принцев крови.
В Пекине Каменский также переводил дипломатические документы, причём не только XVIII — начала XIX вв., но и времён пребывания в Китае Николая Спафария. Интересовала его и китайская медицина: он составил русско-китайский медицинский словарь объёмом 600 листов, переводил трактаты по фармакологии, диетологии, теории пульсов и т. д. Интерес к китайской медицине объяснялся потребностями сибирских и забайкальских владений Российской империи, отдалённых от Европы.
С 1795 года студент Каменский стал составлять библиотеку Духовной миссии. Поначалу в ней преобладали богословские труды и словари, привозимые из Петербурга, потом к ним стали добавляться переводы, сделанные членами миссии. Каменский отыскал и дневник иеромонаха Феодосия (Сморжевского), жившего в Пекине в 1745—1755 годах.

## В России
10 января 1808 года в Пекин прибыла Девятая духовная миссия, возглавляемая архимандритом Иакинфом. Из 11 членов Восьмой миссии к тому времени в живых осталось всего пятеро, в том числе трое студентов-переводчиков. В мае они покинули столицу Китая и в августе прибыли в Кяхту. На границе вернувшимся переводчикам был устроен экзамен на знание китайского языка (студенты должны были поддерживать разговор с купцами и пограничными чиновниками), признанный успешным, он стал основанием для включения П. И. Каменского в штат Азиатского департамента в апреле 1809 года.
Карьера в Петербурге складывалась нелегко: был поставлен вопрос о возвращении Каменского в Иркутск, в дополнение к оставшемуся там Н. Новосёлову. Ходатайство об этом возбудил сибирский генерал-губернатор И. Б. Пестель, предлагавший сразу возвести Каменского в чин коллежского асессора. Это было признано нецелесообразным. Чин коллежского асессора Павел Иванович получил лишь в 1814 году, при этом на его иждивении находились три вдовы — сестра, невестка и племянница. Однако ему удалось обратить на себя внимание министра Н. П. Румянцева, по докладу которого Каменский получил 1500 рублей в компенсацию за расходы по приобретению книг в библиотеку Академии наук. Тем не менее, китайское направление для российского правительства было неактуальным, работы было немного, Каменский даже изъявлял желание перевестись в департамент государственных имуществ. С основанием Петербургской духовной академии Каменский стал читать там курс современной истории Китая: её выпускники получили преимущественное право на занятие должностей в духовной миссии в Пекине. Вместе с чином коллежского асессора он получил в 1814 году пенсию в 600 рублей.
В 1816 году именным указом П. И. Каменский был определён в состав попечительского комитета Императорского человеколюбивого общества, сделавшись попечителем Галерного селения. В 1818 году был избран на должность директора комитета Российского Библейского общества.
Располагая свободным временем, П. И. Каменский активно занимался в Петербурге переводами. Официальные делались в основном с маньчжурского языка, реже — с китайского; всего сохранилось до 50 переводов, 10 из них имеют объём в 100 и более листов. В Петербурге он впервые стал заниматься анализом классических китайских текстов. В 1817 году император Александр I утвердил публикацию «Китайско-монголо-маньчжуро-русско-латинского лексикона» Каменского в литографии Азиатского департамента. Объём словаря предполагался в 1200 страниц, тираж — в 1000 экз., срок публикации — 1823 год. Основные хлопоты по финансированию и техническому воспроизведению восточных письменностей взял на себя Павел Шиллинг, рецензии прислали крупнейшие синологи Европы, включая Абель-Ремюза и Джона Барроу, а также барон Сильвестр де Саси. Словарь вызывал и нарекания у современников и потомков: он был сформирован не по алфавиту, а по тематическим рубрикам, заимствованным из китайских словарей (всего 216), что весьма затрудняло использование для плохо знающих китайский язык или учащихся. Рукопись его не сохранилась: в Институте восточных рукописей РАН хранится копия отпечатанной пробной страницы словаря, но из писем Абель-Ремюза следует, что существовало несколько полных рукописных копий. Издание словаря затруднялось огромной его стоимостью — 139 900 рублей. Остаётся неясным, почему же словарь так и не был опубликован. Согласно одной из версий, к этому привёл повторный отъезд П. И. Каменского в Пекин, но в Петербурге оставались П. Шиллинг и С. Липовцов, официально включённые в издательский комитет, причём Липовцов (ставший к тому времени членом-корреспондентом Академии наук) мог профессионально контролировать издание. По мнению В. Г. Дацышена и А. Б. Чегодаева, основной причиной прекращения издания были финансовые проблемы, усугублённые тем, что первый опыт воспроизведения китайской иероглифики в России был не слишком удачным.
П. И. Каменский после возвращения из Пекина много времени и сил потратил на осмысление опыта работы духовной миссии и предложил некоторые рекомендации по реформированию её деятельности. Он также категорически заявлял, что в Министерстве иностранных дел не представляют реальных проблем, встающих перед миссией, в том числе и в области её материального снабжения. Уже в 1811 году он предложил включить в состав миссии специалистов по естественным наукам и вообще радикально пересмотреть требования к миссионерам, работающим в Китае. В 1815 году он направил две «Записки» об усовершенствовании подбора кадров в будущие Пекинские миссии — одну сибирскому губернатору И. Пестелю, вторую — обер-прокурору Синода Александру Голицыну. Одно из важнейших его предложений — специализация членов миссии, которые ещё до прибытия в Китай должны были иметь чётко обозначенную область исследований. В результате летом 1818 года была составлена новая инструкция для членов миссий, одобренная императором. Осознание важности китайского направления в деятельности МИДа привела и к избранию Каменского и Липовцова летом 1819 года членами-корреспондентами Академии наук. Ещё в 1818 году оба они занимались каталогизацией собрания японских и китайских книг, передаваемых из библиотеки Академии Азиатскому музею.

## Подготовка Десятой пекинской миссии. Монашество
В 1814 году иркутский губернатор Николай Трескин подал правительству рапорт, в котором рекомендовал заменить состав Пекинской миссии и полностью обновить правовую базу её деятельности. Он писал, что крайне опасным является назначение на должность главы миссии монаха, поскольку крайне маловероятно найти архимандрита, имеющего экономические и общественные навыки светского лица. В результате в 1818 году П. И. Каменский был избран для полного реформирования деятельности миссии — первый случай, когда это было поручено профессиональному синологу. Перспектива вновь на 10 лет отправиться в Пекин, однако, Каменского не прельщала, он писал министру Нессельроде:

Пекинская служба, относительно к личным и частным видам, равняется со службою в недрах отечества продолжаемою, как продолжительное и неизменяемое страдание, с продолжительным услаждением жизни. Произвольно избирать худшее природе противно, а потому и ехать туда отрицаюсь.
Тем не менее, 4 августа 1818 года была утверждена программа работы новой миссии с новым окладом денежного содержания. Архимандрит теперь получал годичного жалованья 2000 рублей серебром, кроме того — 1000 рублей на наём двух слуг и содержание служебного экипажа, 5000 рублей на питание, отопление и слуг для всех членов миссии, которые должны были проживать и столоваться совместно, по 500 рублей на содержание учителей маньчжурского, монгольского и китайского языков, 500 рублей им на подарки и т. д.
6 мая 1819 года Павел Иванович Каменский был пострижен в монахи в Александро-Невской лавре с именем Петр. 12 мая он был посвящён в иеродиаконы, а 26 мая — хиротонисан в иеромонахи. Наконец, 30 мая в Казанском соборе он был возведён в сан архимандрита. При этом ему были пожалованы панагия и митра на красном бархате, шитая золотом и украшенная каменьями.
29 ноября 1819 года архимандриту Петру были пожалованы орден святой Анны второй степени, бриллиантовый наперсный крест и пожизненная пенсия в 1000 рублей, добавленная к ранее ему присуждённой (в 600 рублей). Состав Десятой миссии комплектовался по требованиям, озвученным лично архимандритом. Он писал:

Меры в избрании миссии в Европу и Азию, и особенно в Китай должны быть противоположны. …Лучший предполагаемый в Китай миссионер не постыдится поста своего, если пошлётся вместо того в Европу. Но лучший, предполагаемый для европейской миссии, для китайской миссии совершенно не годится.
Все духовные и светские члены Десятой миссии имели высшее образование и подбирались из сотрудников учебных заведений Петербурга, причём от каждого из кандидатов требовали «свидетельства о нравственности и способностях». В их числе были иеромонахи Вениамин (Морачевич) и Даниил (Сивиллов), медик О. П. Войцеховский и другие. Ни один участник миссии не был выбран случайным образом. Наличие в штате миссии сразу двух лекарей (Войцеховского и Захара Леонтьевского) объяснялось и политическими причинами: британские медики добивались существенных дипломатических прорывов в Иране и Индии, китайское правительство также изъявляло желание, чтобы в Пекине появился русский врач. У миссии были и другие задачи: президент Академии художеств А. Н. Оленин выделил архимандриту Петру 1000 рублей ассигнациями на приобретение костюмов и предметов быта для натурных штудий художников, причём половина суммы предназначалась на закупку туши, китайских красок и кистей. Перед отправлением в Китай архимандрит Пётр удостоился императорской аудиенции.

## Начальник Десятой миссии — второе пребывание в Китае
Полностью состав Десятой миссии собрался в Иркутске в феврале 1820 года. Обеспечение миссии всем необходимым было возложено на сибирского генерал-губернатора М. М. Сперанского, с которым у о. Петра возникло полное взаимопонимание. В Иркутске был снаряжён казачий конвой для сопровождения миссии до Пекина, а приставом был назначен коллежский асессор Е. Ф. Тимковский (1790—1875) — будущий известный востоковед. Тимковский же составил караван для пересечения Монголии, состоявший из 64 вьючных верблюдов (всего с запасными — 85) и 6 телег-одноколок (сменных лошадей — 150 голов). 1 июля 1820 года миссия была в Кяхте, ожидая разрешения пересечь границу. Выступили в Пекин в 10 часов утра 31 августа.
Переход через Монголию в 1820 году оказался тяжёлым из-за того, что зима настала уже в сентябре — выпал снег. В Ургу миссия прибыла 15 сентября, в городе архимандрит Пётр повстречал своих китайских знакомых по Восьмой миссии. 25 сентября миссия двинулась дальше, несмотря на противодействие маньчжурских чиновников. Из-за кончины императора миссия долго простояла и в Калгане. В Калгане 19 ноября арх. Пётр получил послание начальника Девятой миссии — Иакинфа (Бичурина), а 24 числа миссионеры выехали в Пекин на 27 верблюдах и 25 мулах.
1 декабря Десятая миссия достигла Пекина и была встречена студентами Девятой миссии — Зимайловым и Сипаковым. Совместная работа двух миссий продолжалась около 5 месяцев, причём архимандрит Пётр был весьма удручён запущенностью монастырского хозяйства и неуспехом проповеди. Уже в январе 1821 года Пётр установил связи с католическими миссионерами, посещали Русскую духовную миссию и высокопоставленные чины из Монголии и Кореи. 15 мая 1821 года Девятая миссия покинула Пекин. Передача хозяйства также прошла корректно, Иакинф и Пётр не вступали в открытый конфликт. Однако архимандрит Пётр достаточно сурово отнёсся к неисполнению миссионерского долга предшественником: 

…Отец Иакинф и языку китайскому, можно сказать, обучался для того, чтобы избавиться от скучного труда и изъясняться жестами и минами.
Доклады архимандрита Петра о действиях Иакинфа на посту главы миссии стали одной из важнейших причин его осуждения судом Св. Синода и ссылки на Валаам.
Уже с декабря 1820 года архимандрит занялся восстановлением хозяйства, выкупив распроданные Иакинфом церковные земли, дома и вещи. В отчёте 1826 года указывается, что в Сретенском монастыре тогда ещё велись отделочные работы, требовалось также расширить помещения для возросшего персонала миссии. Особое внимание уделялось увеличению библиотеки, основанной в 1795 году самим архимандритом в бытность его студентом. В инструкции 27 июля 1818 года, подписанной императором, отдельно говорилось о собирании библиотеки, причём предписывалось «знаменитые книги, атласы городов и местностей» закупать в нескольких экземплярах, один оставляя в библиотеке миссии, остальные отправляя в Россию. Имелся даже фонд для закупки книг в 750 рублей серебром ежегодно, 500 из которых выделяло Министерство иностранных дел, а 250 — Святейший Синод. Библиотека имела миссионерскую направленность, в каталоге книг, направленных в Азиатский департамент в 1833 году, более половины были духовного содержания.
Для облегчения миссионерской работы Св. Синод благословил некоторые изменения в чинопоследовании: при крещении водой обливалась только голова крещаемого, снимался запрет на молоко и масло во время постов (исключая Святой четыредесятницы). Поскольку китайское население враждебно относилось к европейцам, все члены миссии в обязательном порядке стали носить китайские костюмы и брить бороды. В связи с тем, что православных китайцев насчитывалось около 30 человек, о. Даниил (Сивиллов) начал перевод литургии на китайский язык, в результате впервые регулярные службы стали проводиться на этом языке сразу в двух храмах. Успехи миссионерской проповеди были налицо: архимандрит окрестил чиновника Лифаньюаня Го-ло-е — родственника председателя ведомства. В октябре 1825 года была основана школа для детей албазинцев (всего 14 или 15 человек), которые изучали Закон Божий, русский и церковнославянский языки, церковное пение. В общей сложности удалось вернуть в православие 53 потомка албазинцев — о. Пётр впервые стал вести их поимённый список. Сложности миссионерской деятельности заставили о. Петра поставить перед Синодом вопрос об отправке в Пекин епископа и основании Китайской православной церкви.
Помимо сугубо миссионерских задач, Десятая миссия решала дипломатические и научные вопросы. Архимандрит поддерживал постоянную переписку с иркутским губернатором, извещая его о разнообразных событиях в Китае, зачастую давая им свою оценку. Для сохранения конфиденциальности о. Пётр направлял свои письма в Иркутск на греческом языке. Создание синологических кадров также было важнейшей задачей: глава миссии обязал всех её членов изучать китайский язык и конфуцианский канон. О. Пётр продолжал создание словарей — создал китайский, маньчжурский и русский переводы к лексикону Саньхэ-бань-лань (кит. 三合便覽), «подобранному по мунгальскому алфавиту», «списал китайский синонимический лексикон латинского алфавита», перевёл с китайского на русский книгу Ши-и («Непреложная истина», кит. 實義), составил два лексикона: один по русскому, другой «по мунгальскому» алфавиту. Словари эти предназначались прежде всего для миссионерской работы. Среди своих трудов он особо выделял перевод трактата «О подражании Христу» Фомы Кемпийского на китайский, маньчжурский и русский языки. Латинский экземпляр этой книги был ему подарен М. М. Сперанским в Иркутске перед отъездом в Китай.
Имея негативный опыт взаимоотношений членов Восьмой миссии, о. Пётр стремился максимально сократить авторитарные элементы в своём руководстве Десятой миссией. Его функции должны были сводиться к роли «старшего священника», каковым он именовался в официальных китайских бумагах. Он всячески стремился поощрять членов миссии к научной работе, в частности, лекарь З. Леонтьевский начал перевод на китайский язык «Истории государства Российского» Карамзина. Уже весной 1822 года о. Пётр отправил в Петербург первые представления к наградам членов миссии. 5 декабря 1823 года императорским указом он был награждён Орденом св. Владимира III степени. Представил его к награде министр иностранных дел К. В. Нессельроде, который сам и уведомил о. Петра о награждении. По общим отзывам и оценкам Десятая духовная миссия оказалась самой успешной в истории русско-китайских отношений.

## Возвращение в Россию. Кончина
Десятая миссия стала первой, чья деятельность оказалась чётко распланированной и закончилась в положенные сроки. За 10 лет её работы не умер ни один сотрудник, и никто не был выслан из Китая досрочно. Наместником новой миссии остался помощник о. Петра — игумен Вениамин (Морачевич), остальные члены Одиннадцатой миссии прибыли в Пекин в ноябре 1830 года. В качестве письмоводителя до Пекина миссию сопровождал будущий профессор Казанского университета Осип Михайлович Ковалевский. Передача дел продолжалась 7 месяцев, только 6 июля 1831 года о. Пётр с сотрудниками покинули Пекин; 3 сентября они были в Кяхте. В Кяхте тогда находился Иакинф (Бичурин), открывавший училище китайского языка. Архимандрит Пётр экзаменовал первых учеников и оставил студента своей миссии Кондрата Крымского для преподавания.
После прибытия в Петербург, 3 мая 1832 года о. Пётр удостоился Ордена св. Анны I степени и пенсии в 2000 рублей серебром, награды и пенсии получили и все участники миссии. Правительство даже выдало им особые суммы на обзаведение европейской одеждой. Тем не менее, некоторые чиновники и лично о. Иакинф критиковали уровень подготовки в китайском и монгольском языках миссионеров Десятой миссии. Неутешительные известия приходили из Пекина: светские и духовные члены Одиннадцатой миссии не сумели наладить отношений между собой, и произошёл раскол.
Вернувшись в Петербург, архимандрит Пётр занялся переводами конфуцианского памятника Луньюй, а также приведением в порядок и каталогизацией библиотеки и коллекций. Он доставил в Петербург полную китайскую географию, собрание законодательства в 41 томе и три ящика правительственных газет, не забыл и туши и красок для Академии художеств. Библиотеке Азиатского департамента он передал 100 томов книг (42 названия), 33 тома — Публичной библиотеке — и 14 томов — в библиотеку Духовной академии. Московскому университету он пожертвовал словарь Канси цзыдянь (кит. 康熙字典) в 6 томах
По прибытии в Петербург архимандриту была предложена Астраханская епископская кафедра, однако он сразу отказался и попросил перевести его в отдалённый монастырь «до окончания дней своих». Местом служения архимандрит выбрал Феодоровский Городецкий монастырь в своих родных краях; настоятелем его был первый учитель о. Петра — иеромонах Амвросий, в миру — Алексей Степанович Дьячков. Указ об увольнении Петра в Феодоровскую обитель был издан 18 марта 1833 года, перед отставкой он удостоился императорской аудиенции. Закончив улаживать дела в Петербурге и Москве, в августе 1833 года о. Пётр прибыл в Городец.
Поскольку Феодоровский монастырь пребывал в разрухе, о. Пётр потребовал от Синода субсидии для его восстановления, а до её поступления потратил 5000 рублей личных средств, пожертвовал коляску, на которой прибыл из Петербурга, а также продал пожалованный государем бриллиантовый перстень за 3000 рублей, которые потратил на ремонт храма. В 1834 году император Николай I распорядился отпустить для нужд обители 211 652 рубля ассигнациями и наделил её землями. Практически всё свободное время о. Пётр проводил за чтением, особенно — конфуцианских канонов, но со временем китайские дела занимали всё меньше места в его дневнике. Некоторые сведения о его занятиях можно почерпнуть из переписки с О. М. Ковалевским и арх. Вениамином (Морачевичем), иногда приходили и письма от крещённых архимандритом китайцев. Бо́льшую часть получаемой пенсии он тратил на помощь родственницам С. В. Липовцова — четырём сёстрам Краснощёковым, а также своим сёстрам и снохе — Екатерине Каменской. Скончался о. Пётр в полночь 17 мая 1845 года на восьмидесятом году жизни.

## Наследие и оценки
Практически всё интеллектуальное наследие о. Петра осталось в рукописях. Опубликованы были статьи «О китайском растении жень-шень, с рисунком оного» («Труды Вольного экономического общества» за 1815 год. Т. 65. С. 158—162), «Журнал, веденный в Пекине по случаю прибытия из Российского государства посланника Николая Гавриловича Спафария» («Сибирский вестник» за 1823 год. Ч. 3. С. 29—100) и «Записки об албазинцах» (Пекин: Типография Успенского монастыря при Российской духовной миссии, 1906). Более работ Каменского не издавалось и не переиздавалось. Рукописное наследие о. Петра вообще сильно распылено. Дневники архимандрита за 1832—1842 годы, содержащие оценку конфуцианского учения, до 1931 года находились в Нижнем Новгороде, затем были переданы в Ленинград. Материалы времён второго пребывания в Пекине были приобретены Г. В. Юдиным, после 1917 года были переданы в Красноярский краевой музей, затем перешли в Государственный архив Красноярского края и долгое время считались утерянными. Немалое число материалов осталось в Центральном архиве Татарстана в Казани и т. д.
Впервые о деятельности Павла Каменского — студента Восьмой духовной миссии — российской публике стало известно из статьи «О начале торговых и государственных сношений России с Китаем и о Духовной миссии в Пекине», изданной в 1822 году в журнале «Сибирский вестник» (часть 19), в 1820-х годах вышло ещё несколько материалов о деятельности о. Петра. Однако уже с середины XIX века его деятельность и достижения оказались «в тени» самого известного русского синолога — Иакинфа (Бичурина). Сказывалось и то обстоятельство, что Иакинф опубликовал при жизни 14 книг и более 100 статей о Китае и сопредельных странах. К 200-летнему юбилею Пекинской миссии (1886 год) интерес к о. Петру возрос, в результате его наследие было проанализировано магистром Казанской духовной академии Аполлоном Фёдоровичем Можаровским (1846—1907). Практически все прочие дореволюционные авторы, писавшие о Пекинской духовной миссии (Николай (Адоратский), Алексий (Виноградов), И. Я. Коростовец), упоминали и воздавали должное наследию и трудам архимандрита Петра. Первая специальная работа, посвящённая о. Петру, была опубликована в 1896 году А. Ф. Можаровским.
В советской историографии о личности о. Петра практически не упоминалось, исключениями были профессиональные китаеведы, например, П. Е. Скачков, в 1970 году небольшую заметку о П. Каменском опубликовал А. Н. Хохлов. Слабо известен о. Пётр и в зарубежной, особенно китайской, историографии. Ревизию представлений о наследии арх. Петра произвели в начале XXI века В. Г. Дацышен и А. Б. Чегодаев, защитивший в 2011 году диссертацию «Научная биография синолога П. И. Каменского». Ими же была в 2013 году опубликована первая биография о. Петра (Каменского) в монографической форме.
П. И. Каменский имел покровителей и среди чиновников, и среди научных деятелей, однако даже это обстоятельство не способствовало продвижению его трудов. По мнению В. Г. Дацышена, «…Павел Иванович Каменский (архимандрит Пётр) не просто был выдающимся российским синологом, он одним из первых в мировой науке критически подошёл к китайской культуре. В условиях, когда российское общество только что познакомилось с Китаем через труды во многом идеализировавших китайскую действительность иезуитов, когда интеллигенция восторженно приняла работы Н. Я. Бичурина, когда многие надеялись, что именно китайский опыт позволит России решить свои проблемы, Пётр (Каменский) выступил с жёсткой критикой китайской культуры», что и явилось причиной его непопулярности.